# Isocladiellopsis cucullifolia
Isocladiellopsis cucullifolia là một loài rêu trong họ Sematophyllaceae. Loài này được (Cardot & Dixon) Tan, B., T.J. Kop. & D.H. Norris mô tả khoa học đầu tiên năm 2011.